# Alyaksey Plyasunow
Alyaksey Plyasunow (tiếng Belarus: Аляксей Плясуноў; tiếng Nga: Алексей Плясунов; sinh 3 tháng 1 năm 1991) là một cầu thủ bóng đá Belarus hiện tại thi đấu cho Naftan Novopolotsk.